# ويليام دبليو. وارنر
ويليام دبليو. وارنر (بالإنجليزية: William W. Warner)‏ هو أحيائي أمريكي، ولد في 2 أبريل 1920، وتوفي في 18 أبريل 2008.